# 烏克蘭乳酪
烏克蘭酸奶（羅馬化：ryazhanka）是烏克蘭傳統发酵乳制品，由已烘焙牛奶经乳酸發酵制成。